# Amla
Amla är en ort i Indien.   Den ligger i distriktet Betūl och delstaten Madhya Pradesh, i den centrala delen av landet, 800 km söder om huvudstaden New Delhi. Amla ligger 745 meter över havet och antalet invånare är 29 995.
Terrängen runt Amla är huvudsakligen platt, men norrut är den kuperad. Runt Amla är det ganska tätbefolkat, med 149 invånare per kvadratkilometer. Det finns inga andra samhällen i närheten. Trakten runt Amla består till största delen av jordbruksmark.